# Schahar (Zeitung)
Schahar (deutsch Stadt, kasachisch Шаһар) ist eine Wochenzeitung in der Stadt Pawlodar in Kasachstan. Herausgeber ist Ghalymbek Schumatow. Die Zeitung wurde am 16. November 2007 gegründet. Sie wird auf Kasachisch geschrieben. Die Auflage beträgt fünftausend Exemplare.
Es war die erste private Zeitung in Pawlodar. Sie enthält auch Artikel über die Geschichte des kasachischen Volkes und des kulturellen Erbes der Türken und der türkischen Welt. Trotz der fünf Jahre währenden Schwierigkeiten der Zeitung bemühte sie sich, die Leser mit der Kultur der türkischen Welt vertraut zu machen.